# Casa de Hrvatinić
La Casa de Hrvatinić fue una influyente casa nobiliaria medieval bosnia. Sus posesiones iniciales se encontraron en la región de Donji Kraji, en Bosnia. A finales del siglo XIV, los Hrvatinić se convirtieron en la familia noble más poderosa del país, siendo el miembro más prominente Hrvoje Vukčić. El último miembro de los Hrvatinić fue el rey bosnio Matija Vojsalić, quien falleció después de 1480.

## Los primeros Hrvatinić
Los primeros miembros conocidos de los Hrvatinić eran parientes de los condes de Bribir de la Casa Šubić; deben su ascenso entre la nobleza bosnia al apoyo de los Šubić durante la guerra civil en Hungría (1290-1310). Sus primeras posesiones estaban en Donji Kraji, en el noroeste de Bosnia, una región fronteriza con las tierras croatas. Los Hrvatinić controlaban la župa (distrito) de Banica en el valle del río Sana con la ciudad de Ključ, Vrbanya alrededor del río homónimo con Kotor (Kotor Varoš), Zemljanik en el curso medio del Vrbas con Greben, y Glamoč. Con el tiempo, extendieron su dominio a toda la región de Donji Kraji y otras partes de Bosnia. A finales del siglo XIV y principios del siglo XV, se convirtió en la familia noble más poderosa del Reino de Bosnia.

Donji Kraji en la Bosnia medieval.

El primer miembro conocido de los Hrvatinić fue el príncipe Stjepan, quien falleció antes de febrero de 1301. Se especula que pudo haber sido pariente del ban Prijezda I, aunque no hay pruebas históricas que lo confirmen. El historiador Ferdo Šišić sugirió que Stjepan gobernaba Donji Kraji ya en 1244, aunque no hay evidencia clara, pero sí es seguro que tenía propiedades allí. Stjepan tuvo varios hijos, entre ellos Hrvatin Stjepanić, de quien la familia tomó su nombre. Hrvatin aparece en documentos de 1299, 1301, 1304 y 1305, actuando en representación de sus hermanos, cuyos nombres no se conocen. Lucharon en las guerras por el trono húngaro, apoyando a Carlos Martel de Anjou y su hijo Carlos Roberto. En recompensa, el rey napolitano Carlos II confirmó en 1299 su control sobre Donji Kraji. Sin embargo, los Hrvatinić eran vasallos de los Šubić, y parece que estaban descontentos con su dominio. Se enfrentaron a Mladen I Šubić, ban de Bosnia (1302-1304), en un conflicto religioso, ya que Hrvatin apoyaba a los bogomilos, mientras que Mladen luchaba contra ellos. Se cree que pudo haber instigado el asesinato de Mladen en 1304. Hrvatin falleció antes de 1315 y fue sucedido por sus hijos Vukoslav, Pavle y Vukac. Los Hrvatinić reaparecen en 1322 apoyando a los enemigos de Mladen II Šubić.

## Auge de los Hrvatinić
El príncipe Pavle Hrvatinić sirvió fielmente al ban Esteban II Kotromanić y gobernó Zemljanik. En 1341, los Hrvatinić habían tomado el control de Glamoč. En 1345, Pavle se reconcilió con el príncipe Ivaniš Nelipić, lo que fue su última mención en registros históricos. Desde 1325, los hijos de Vukoslav, el príncipe Vlatko, Vuk y Pavle Vukoslavić, aparecen en fuentes luchando junto a Esteban II contra el príncipe Nelipac y en guerras contra Serbia. En 1350, cuando el emperador serbio Esteban Dušan invadió Bosnia, Vuk Hrvatinić recuperó la ciudad de Novi para el ban. En recompensa, en 1351 Esteban II confirmó sus derechos sobre Banica y Vrbanja. Pavle es mencionado nuevamente en una carta de 1367 del ban Tvrtko I, quien le otorgó territorios a cambio de su apoyo en una guerra contra su hermano Vuk.

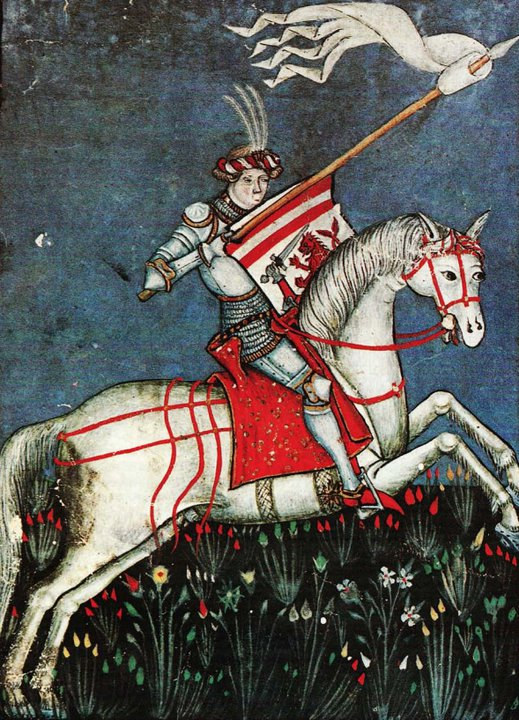
Hrvoje Vukčić Hrvatinić.

A finales del XIV, los hijos de Vukac Hrvatinić jugaron un papel crucial en la política bosnia. Entre ellos, Hrvoje Vukčić se convirtió en gran duque de Bosnia, Vuk Vukčić en ban de Bosnia, y sus hermanos Dragiša y Vojislav también ocuparon posiciones destacadas. Hrvoje Vukčić Hrvatinić fue el líder más influyente de la familia y gobernó vastos territorios en Bosnia y Dalmacia. Sin embargo, tras su muerte en 1416, la familia perdió poder y el rey bosnio restauró su autoridad en Donji Kraji.

## Los Hrvatinić en elsigloXVy el fin de la dinastía
El único hijo de Hrvoje, Balša Hercegović, murió en 1417 sin descendencia masculina. Sus hijas, Katerina y Dorotea, se casaron con nobles influyentes, pero no continuaron el linaje de los Hrvatinić. Con la muerte de Hrvoje, la familia entró en decadencia. En 1463, los otomanos conquistaron Bosnia y establecieron un reino vasallo en 1465. En 1471, los otomanos nombraron a Matija Vojsalić como rey de Bosnia, pero al descubrir sus negociaciones secretas con Hungría y Dubrovnik, lo depusieron en 1476. Con su retiro, el Reino de Bosnia dejó de existir, y los Hrvatinić desaparecieron de la escena política.

## Linaje
```
 Stejepan
   │
   ├── 
Grgur Stjepanić

   │   │
   │   └── 
Vlatko Hrvatinić
  
   │
   └── 
Hrvatin Stjepanić

       │
       ├── 
Vukoslav Hrvatinić

       │   │
       │   ├── 
Vlatko Vukoslavić

       │   ├── 
Vuk Vukoslavić Hrvatinić

       │   └── 
Pavle Vukoslavić Hrvatinić

       │  
       ├── 
Pavle Hrvatinić

       │   │
       │   └── 
Grgur Pavlović Hrvatinić

       │  
       └── 
Vukac Hrvatinić

           │
           ├── 
Hrvoje Vukčić Hrvatinić
  
           │   │
           │   └── 
Balša Hercegović Hrvatinić

           │
           ├── 
Vuk Vukčić Hrvatinić

           ├── 
Vojislav Vukčić Hrvatinić
 
           │   │
           │   └── 
Juraj Vojsalić

           │       │
           │       ├── 
Juraj II Vojsalić

           │       └── 
Petar Vojsalić

           │           │ 
           │           └── 
Matija Vojsalić

           │ 
           └── 
Dragiša Vukčić
 
               │
               └── 
Ivaniš Dragišić

                   │    
                   ├── 
Pavle Dragišić

                   ├── 
Marko Dragišić

                   └── 
Juraj Dragišić
```